# دانشگاه هالمستاد
دانشگاه هالمستاد (انگلیسی: Halmstad University؛ سوئدی: Högskolan i Halmstad) یک کالج دانشگاهی در شهر هالمستاد در کشور سوئد می‌باشد که در سال ۱۹۸۳ تاسیس شده‌است. این دانشگاه یک موسسه آموزش عالی دولتی است که برنامه‌های کارشناسی و کارشناسی ارشد را در زمینه های مختلف تحصیلی ارایه می‌دهد. علاوه بر این، دانشگاه هالمستاد مجری برگزاری دوره‌های دکتری در سه زمینه تحقیقاتی، یعنی فناوری اطلاعات، علوم نوآوری و سلامت و سبک زندگی است.